# Klarnetniki
Klarnetniki (Myadestinae) – podrodzina ptaków z rodziny drozdowatych (Turdidae).

## Zasięg występowania
Podrodzina obejmuje gatunki występujące w Azji, Afryce, Ameryce oraz na Hawajach.

## Systematyka
Do podrodziny należą następujące rodzaje:
- Sialia Swainson, 1827
- Grandala Hodgson, 1843 – jedynym przedstawicielem jest Grandala coelicolor Hodgson, 1843 – turnica
- Pinarornis Sharpe, 1876 – jedynym przedstawicielem jest Pinarornis plumosus Sharpe, 1876 – granitowiec
- Neocossyphus G.A. Fischer & Reichenow, 1884
- Stizorhina Oberholser, 1899 – jedynym przedstawicielem jest Stizorhina fraseri (Strickland, 1844) – wahal rudy
- Myadestes Swainson, 1838